# Ejnar Lindbärg
Ejnar Lindbärg, född 20 december 1890 i Hölö församling, död 6 juni 1963 i Borlänge, var en svensk kommunalkamrer och riksdagsman (socialdemokrat).
Lindbärg var ledamot av riksdagens första kammare från 1936, invald av Kopparbergs län. Han var landstingsledamot från 1927.